# François-Alphonse Forel

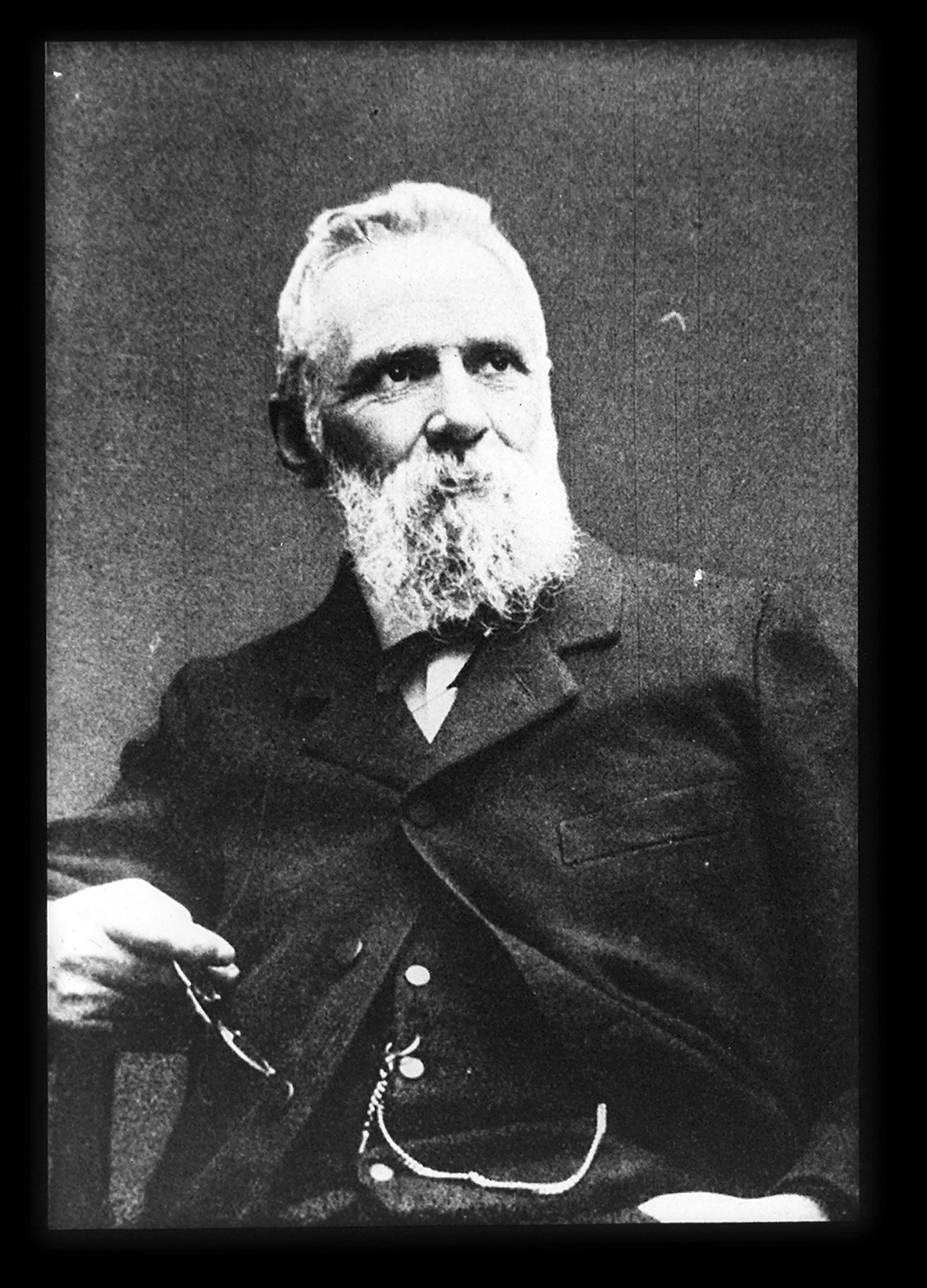
François-Alphonse Forel

François-Alphonse Forel (* 2. Februar 1841 in Morges, Schweiz; † 7. August 1912 ebenda) war ein Schweizer Arzt, Naturforscher und Gründer der Limnologie.

## Leben
Forel entstammte einer angesehenen Waadtländer Familie und war ein Cousin des Psychiaters Auguste Forel. Er studierte Medizin und Naturwissenschaft in Genf, Montpellier, Paris und Würzburg, wo er von 1866 bis 1867 als Prosektor der Zootomie tätig wurde.
Er arbeitete dann als Professor für Anatomie und Physiologie an der Universität Lausanne, an welcher er 1870 ausserordentlicher Professor geworden war. Nebenbei widmete er sich seiner Leidenschaft, der Untersuchung der Seen, insbesondere des Genfersees. Er erforschte die Biologie, die chemischen Eigenschaften, die Wasserzirkulation und die Sedimentbildung der Seen sowie deren Zusammenhänge. Damit legte er den Grundstein für einen neuen Wissenschaftszweig. Forels Arbeiten über den Genfersee veranlassten 1886 den Präsidenten des Vereins für Geschichte des Bodensees und seiner Umgebung, Graf Eberhard von Zeppelin, eine genaue Kartierung und naturwissenschaftliche Erforschung des Bodensees zu veranlassen. Forel beteiligte sich an diesem Unternehmen; seine von Zeppelin ins Deutsche übersetzten Beiträge erschienen als Beihefte (Bodensee-Forschungen) zu den Schriften des Vereins für Geschichte des Bodensees und seiner Umgebung. 1893 ernannte ihn der Verein zum Ehrenmitglied.
Seine Entdeckungen veröffentlichte er zwischen 1892 und 1904 in einem dreibändigen Werk mit dem Titel „Le Léman: Monographie limnologique“. In Anlehnung an die Ozeanographie nannte er seine Forschungstätigkeit Limnologie. Forel entdeckte das Phänomen der Dichteströme in Seen und fand eine Erklärung für die Seiches. Er entwickelte auch eine Möglichkeit, die Farbe eines Gewässers zu bestimmen. Diese sogenannte Forel-Ule Skala findet auch heute teilweise noch Verwendung, wurde aber später durch genauere Methoden ersetzt.
Neben dem Studium der Gewässerkunde widmete er sich unter anderem dem Studium von Erdbeben und entwickelte mit Michele Stefano de Rossi (1834–1898) die Rossi-Forel-Skala zur Einstufung von Erdbeben nach ihrer Intensität.
Das Institut François-Alphonse Forel (F.-A. Forel) der Universität Genf wurde nach ihm benannt, ebenso wie der Forel-Gletscher im antarktischen Grahamland und der Mont Forel in Grönland. Seit 1891 war Forel Mitglied der Leopoldina und seit 1910 Ehrenmitglied (Honorary Fellow) der Royal Society of Edinburgh.

## Werke
- Note sur la découverte faite à Schussenried de l’homme contemporain du renne. Lausanne 1867
- Beiträge zur Entwickelungsgeschichte der Najaden. Würzburg 1867
- Introduction à l'étude de la faune profonde du lac Leman. Lausanne 1869
- Expériences sur la température du corps humain dans l'acte de l'ascension sur les montagnes. Lausanne 1871–74, 3 Serien
- Rapport sur l'étude scientifique du lac Leman. Lausanne 1872
- Études sur les seiches du lac Leman. Lausanne 1873 u. 1875
- La faune profonde du lac Leman. Lausanne 1873 u. 1874
- Matériaux pour servir à l'étude de la faune profonde du lac Léman. Lausanne 1874–79
- Contributions à l'étude de la limnimétrie du lac Léman. Lausanne 1877–81
- Les causes des seiches. Archives de physique, 1878
- Températures lacustres. Archives de physique, 1880
- Seiches et vibrations des lacs et de la mer. Paris 1880
- Les variations périodiques des glaciers des Alpes; Rapports annuels. Genf 1881 u. 1882, Bern 1883 ff.
- Les tremblements de terre, étudiés par la commission sismologique suisse. Archives de Genève, 1881 ff.
- Limnimétrie du Léman. Mit Émile Plantamour, Lausanne 1881
- Die pelagische Fauna der Süßwasserseen. Biologisches Zentralblatt, Erlangen 1882
- Faune profonde des lacs suisses. Genf 1885
- Le lac Léman. 2. Auflage, Genf 1886
- Les microorganismes pélagiques des lacs de la région subalpine. Revue scientifique, 1887
- La thermique de la Méditerranée. Genf 1891
- Le Léman. Monographie limnologique. Lausanne 1892–1901
- Die Temperatur-Verhältnisse des Bodensees. In: Schriften des Vereins für Geschichte des Bodensees und seiner Umgebung, 22, 1893, Anh. S. 1–30 (Bodensee-Forschungen, 4. Abschnitt)
- Transparenz und Farbe des Bodensee-Wassers. In: Schriften des Vereins für Geschichte des Bodensees und seiner Umgebung, 22, 1893, Anh. S. 31–46 (Bodensee-Forschungen, 5. Abschnitt)
- Die Schwankungen des Bodensees. In: Schriften des Vereins für Geschichte des Bodensees und seiner Umgebung, 22, 1893, Anh. S. 47–77 (Bodensee-Forschungen, 6. Abschnitt)
- Handbuch der Seenkunde. Stuttgart 1901